# Municipiile României
Un municipiu (din latină municipium) este o unitate administrativ-teritorială din România. Acest statut este acordat orașelor mai mari, cu un grad ridicat de urbanizare, cu o populație relativ mare, în general de peste15 590  locuitori, cu un rol economic, social, politic și cultural însemnat. Acestea sunt criterii relative pentru definirea unui municipiu, neexistând la nivel de lege criterii bine definite pentru acordarea statutului de municipiu. Însă acordarea propriu-zisă a statutului de municipiu se face prin lege, nu este suficientă îndeplinirea criteriilor sus-menționate. Localitățile care nu îndeplinesc unul sau mai multe din aceste criterii sunt clasificate ca orașe, sau, dacă nu sunt urbanizate, comune.
Administrația unui municipiu se numește municipalitate și este condusă de un primar. Municipiul nu are alte subdiviziuni administrative chiar dacă neoficial, municipiile mari sunt divizate în cartiere. Excepție face însă Municipiul București, care are un statut similar cu cel al unui județ și este în mod oficial împărțit în 6 subdiviziuni administrativ-teritoriale denumite sectoare.
Deși în limbajul comun municipiile sunt denumite simplu "orașe", distincția dintre statutul de oraș și cel de municipiu este importantă, mai ales la nivel politico-administrativ.

## Etimologie
Originea în limba română este din cuvântul latin municipium. Municipium a fost numele dat orașelor romane din Italia sau din imperiu care aveau dreptul la autonomie în treburile interne.

## Criterii
Conform legilor din România un oraș trebuie să îndeplinească următoarele condiții, cantitative și calitative, minimale pentru a fi declarat municipiu¹ :
1. Număr de locuitori - 40.000
2. Populația ocupată în activități neagricole - 85%
3. Dotarea locuințelor cu instalații de alimentare cu apă - 80%
4. Dotarea locuințelor cu baie și WC în locuință - 75%
5. Număr de paturi în spitale la 1000 de locuitori - 10
6. Număr de medici care revin la 1000 de locuitori - 2,5
7. Unități de învățământ-postliceal
8. Dotări culturale și sportive - săli de spectacol, eventual teatre, instituții muzicale, biblioteci publice, stadion, săli de sport
9. Locuri în hoteluri - 100
10. Străzi modernizate - 60%
11. Străzi cu rețele de distribuție a apei - 70%
12. Străzi cu conducte de canalizare - 60%
13. Epurarea apelor uzate - stație de epurare cu treaptă mecanică și biologică
14. Străzi cu rețele de hidranți exteriori pentru stingerea incendiilor - 70 %
15. Spații verzi (parcuri, grădini publice, scuaruri) - 15 m²/loc.
16. Depozit controlat de deșeuri, cu acces asigurat - parc public

## Clasificare
Potrivit legii, localitățile sunt ierarhizate pe ranguri, conform acestei ierarhizări există municipii de: 
- rangul 0 - Capitala României, municipiu de importanță europeană;
- rangul I - municipii de importanță națională, cu influență potențială la nivel european;
- rangul II - municipii de importanță interjudețeană, județeană sau cu rol de echilibru în rețeaua de localități.

### Municipii de rangul 0 și I
Municipii de rangul 0 și I sunt centre de dezvoltare ce au număr important de locuitori: minimum 150.000 de locuitori (excepție Bacău), accesibilitate directă la rețeaua majoră de căi de comunicații paneuropene (rutiere, feroviare, navale și aeriene), o bază economică la înalt nivel tehnologic și flexibilă (sector secundar, servicii productive, social-culturale și de natură informatică), universități, instituții de învățământ superior diversificate și o viață culturală bogată.
De asemenea municipiile de rangul 0 (București) și I (11 la număr) sunt singurele municipii ce pot constitui zone metropolitane în România, împreună cu localitățile urbane și rurale aflate în zona imediată, la distanțe de până la 30 km, între care s-au dezvoltat relații de cooperare pe multiple planuri.
| Oraș        | Rangul | Populație | Suprafață (oraș) | Suprafață (zona metropolitană)   |
| ----------- | ------ | --------- | ---------------- | -------------------------------- |
| București   | Rang 0 | 1.883.425 | 228 km2          | 5.000 km2                        |
| Bacău       | Rang I | 144.307   | 43 km2           | 1.065 km2                        |
| Brașov      | Rang I | 253.200   | 104 km2          | 1.744 km2                        |
| Brăila      | Rang I | 180.302   | 78 km2           | ~ 3.700 km2 (împreună cu Galați) |
| Galați      | Rang I | 249.432   | 246 km2          | ~ 3.700 km2 (împreună cu Brăila) |
| Cluj-Napoca | Rang I | 324.576   | 165 km2          | 1.537 km2                        |
| Constanța   | Rang I | 283.872   | 125 km2          | 2.121 km2                        |
| Craiova     | Rang I | 269.506   | 81 km2           | 776 km2                          |
| Iași        | Rang I | 290.422   | 121 km2          | 832 km2                          |
| Oradea      | Rang I | 196.367   | 116 km2          | 792 km2                          |
| Ploiești    | Rang I | 209.945   | 90 km2           | 800 km2                          |
| Timișoara   | Rang I | 319.279   | 129 km2          | 2.439 km2                        |

### Municipiile de rang II
În România există 89 municipii de rang II, împărțite după cum urmează:
| Județ           | Indicator auto | Municipii                                                    |
| --------------- | -------------- | ------------------------------------------------------------ |
| Alba            | AB             | Alba Iulia Aiud Blaj Sebeș                                   |
| Arad            | AR             | Arad                                                         |
| Argeș           | AG             | Pitești Câmpulung-Muscel Curtea de Argeș                     |
| Bacău           | BC             | Onești Moinești                                              |
| Bihor           | BH             | Beiuș Marghita Salonta                                       |
| Bistrița-Năsăud | BN             | Bistrița                                                     |
| Botoșani        | BT             | Botoșani Dorohoi                                             |
| Brașov          | BV             | Făgăraș Codlea Săcele                                        |
| Brăila          | BR             | Brăila                                                       |
| Buzău           | BZ             | Buzău Râmnicu Sărat                                          |
| Caraș-Severin   | CS             | Reșița Caransebeș                                            |
| Călărași        | CL             | Călărași Oltenița                                            |
| Cluj            | CJ             | Turda Dej Câmpia Turzii Gherla                               |
| Constanța       | CT             | Mangalia Medgidia                                            |
| Covasna         | CV             | Sfântu Gheorghe Târgu Secuiesc                               |
| Dâmbovița       | DB             | Târgoviște Moreni                                            |
| Dolj            | DJ             | Calafat Băilești                                             |
| Galați          | GL             | Tecuci                                                       |
| Giurgiu         | GR             | Giurgiu                                                      |
| Gorj            | GJ             | Târgu Jiu Motru                                              |
| Harghita        | HR             | Miercurea Ciuc Gheorgheni Odorheiu Secuiesc Toplița          |
| Hunedoara       | HD             | Deva Hunedoara Brad Lupeni Orăștie Petroșani Vulcan          |
| Ialomița        | IL             | Slobozia Fetești Urziceni                                    |
| Iași            | IS             | Pașcani                                                      |
| Ilfov           | IF             | -                                                            |
| Maramureș       | MM             | Baia Mare Sighetu Marmației                                  |
| Mehedinți       | MH             | Drobeta-Turnu Severin Orșova                                 |
| Mureș           | MS             | Târgu Mureș Sighișoara Reghin Târnăveni                      |
| Neamț           | NT             | Piatra Neamț Roman                                           |
| Olt             | OT             | Slatina Caracal                                              |
| Prahova         | PH             | Câmpina                                                      |
| Satu Mare       | SM             | Satu Mare Carei                                              |
| Sălaj           | SJ             | Zalău                                                        |
| Sibiu           | SB             | Sibiu Mediaș                                                 |
| Suceava         | SV             | Suceava Fălticeni Rădăuți Câmpulung Moldovenesc Vatra Dornei |
| Teleorman       | TR             | Alexandria Roșiori de Vede Turnu Măgurele                    |
| Timiș           | TM             | Timișoara Lugoj                                              |
| Tulcea          | TL             | Tulcea                                                       |
| Vaslui          | VS             | Vaslui Bârlad Huși                                           |
| Vâlcea          | VL             | Râmnicu Vâlcea Drăgășani                                     |
| Vrancea         | VN             | Focșani Adjud                                                |

- Municipiile îngroșate sunt reședințe de județ și sunt municipii de rang II.